# Dracoraptor hanigani
Dracoraptor hanigani ("Dragón rapaz de Nick y Rob Hanigan") es la única especie del género extinto Dracoraptor de dinosaurio terópodo que vivió durante la época del Hettangiense del a principios del período Jurásico en lo que es hoy Europa. La especie tipo, Dracoraptor hanigani, fue descubierta en la Formación Blue Lias en Gales, Reino Unido en marzo del 2014.

## Descripción

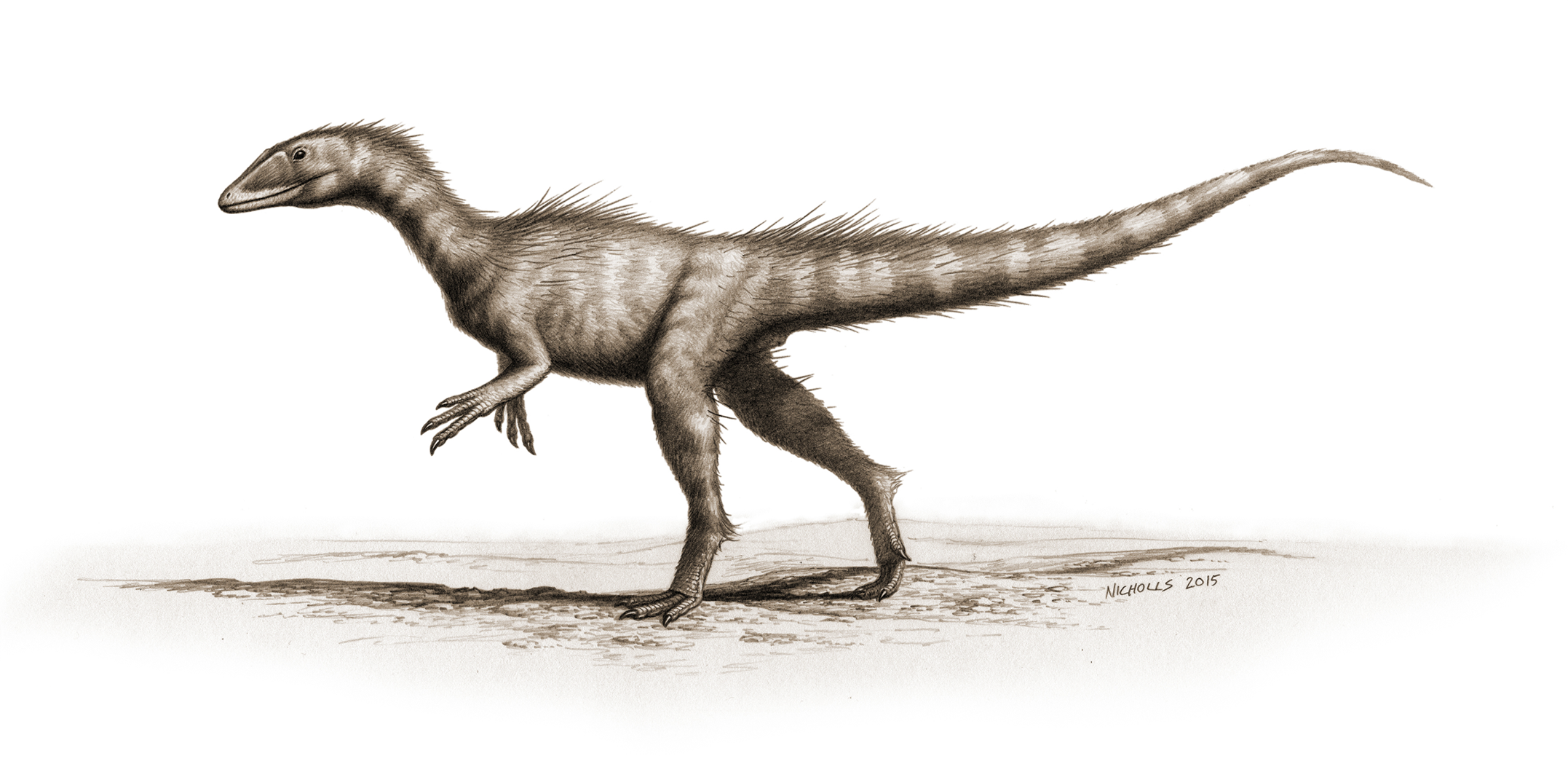
Recreación en vida.

Dracoraptor era un dinosaurio bípedo. El fósil descubierto en Gales es de un juvenil de 2, 1 metros, los adultos pueden haber alcanzado los 3 metros de largo.
En 2016, fueron establecidas algunas características distintivas. Los premaxilares solo tienen tres dientes, un rasgo basal. El yugal tiene un ramo frontal delgado que corre al maxilar. La narina ósea externa es grande y tiene una rama delgada bajo esta. El hueso púbico se dirige oblicuamente hacia el frente y es considerablemente más largo que el isquion. El cuarto tarsiano posee un proceso en su cara superior.

### Cráneo
En el frente del hocico cada premaxilar abraza el frente de una gran ventana de la nariz. El cráneo tiene tres dientes premaxilares por lado y al menos siete dientes maxilares. Los dientes son recurvados o tienen forma de daga. Los bordes de la corona de los dientes están dentados con entre seis y ocho dentículos por milímetro. En el borde posterior, estas estrías se extienden hasta la raíz, en el borde delantero terminan en una posición más alta. Hacia la punta del diente, estos dentículos se vuelven gradualmente algo más pequeños. El maxilar bordea una fenestra antorbital con una depresión superficial. El yugal es un elemento delgado con un borde inferior recto, una delgada rama frontal superpuesta por la rama posterior del maxilar superior y un proceso ascendente hacia la lagrimal que es delgado pero no puntiagudo. La lagrimal es rectangular y pellizcado en el medio.

### Vértebras
Las vértebras del cuello son alargadas, opistocoelicas, es decir, con un cuerpo vertebral que es convexo en el frente y cóncavo en la parte posterior, y coronado por espinas neurales bajas. Sus lados inferiores son ligeramente convexos y sus secciones transversales son rectangulares. En la parte frontal, el cuerpo vertebral está perforado por un pleurocoelo, una depresión con una abertura neumática para que el saco de aire ingrese al interior de la vértebra. Las vértebras de la cola tienen dos quillas paralelas en su parte inferior, que se precipitan hacia el frente. Sus procesos laterales son planos y amplios.

### Miembros anteriores
La presencia de una furcula fue reportada. La furcula raramente se ha recuperado de los fósiles de los primeros terópodos. Otros ejemplos incluyen las de Segisaurus y Coelophysis. Los huesos del brazo inferior, el cubito y el radio, tienen una longitud de aproximadamente siete centímetros. Los elementos de mano están presentes, pero no se pudo determinar una fórmula de las falanges.

### Miembros posteriores
En la pelvis, el hueso púbico tiene una longitud de 212 milímetros. Apunta oblicuamente al frente. El pie púbico está moderadamente ampliado en la vista lateral, tanto en la parte delantera como en la parte posterior. El eje del isquion tiene una longitud de 129 milímetros marcadamente más corta que el eje púbico. En el borde frontal superior, está presente un proceso de obturador rectangular que forma una muesca de obturador clara con el eje isquiático. El eje se abre hacia abajo, en un pie isquiático.
En el fémur, el trocánter menor tiene aproximadamente dos tercios de la altura del trocánter mayor y está separado de él por una hendidura en forma de V. Un claro cuarto trocánter está presente. En el pie, el tercer metatarso tiene una longitud de 116 milímetros.

## Descubrimiento e investigación

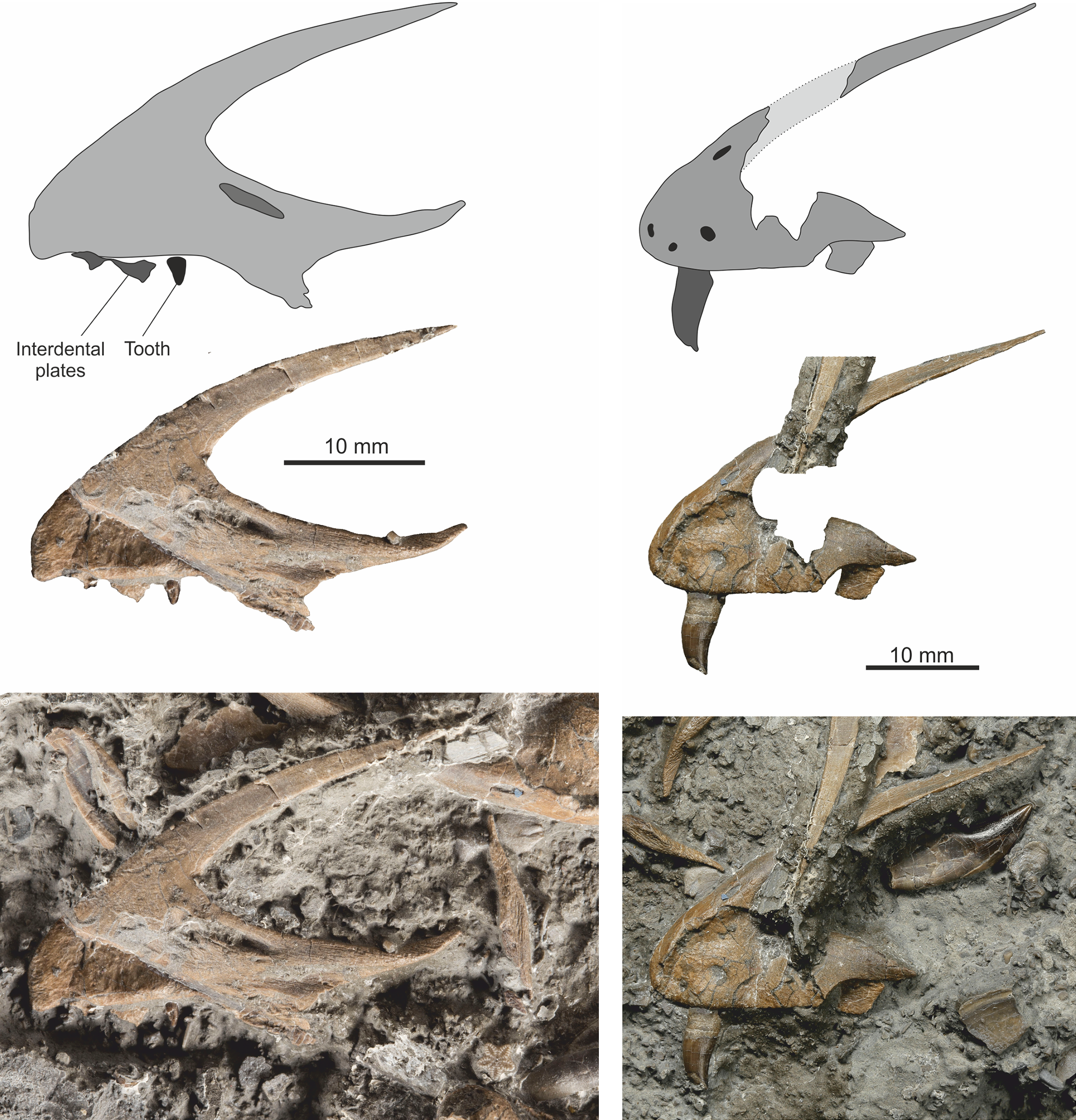
Premaxilares derecho e izquierdo.

Los fósiles de Dracoraptor fueron descubiertos entre 2014 a 2015 cerca del pueblo galés de Penarth. En marzo de 2014, Nick y Rob Hanigan, buscadores  de fósiles  aficionados, mientras buscaban restos de ictiosaurios en Lavernock Point, la gran capa al sur de Cardiff,  hallaron losas de piedra que contenían fósiles, desprendidas de los siete metros de altura de la cara del acantilado. Judith Adams y Philip Manning de la Universidad de Mánchester hicieron imágenes de rayos X y escaneos TAC de los fósiles. Los restos fueron donados al Amgueddfa Cymru – Museo Nacional de Gales. Estos fueron preparados por Craig Chivers en Gary Blackwell. El 20 de julio de 2015, el estudiante Sam Davies halló losas adicionales con huesos de los pies.
La especie tipo, Dracoraptor hanigani, fue nombrada y descrita en 2016 por David M. Martill, Steven U. Vidovic, Cindy Howells y John R. Nudds. El nombre del género combina el término en latín draco, "dragón", en referencia al dragón galés, con raptor, "ladrón", un sufijo usual en los nombres de terópodos. El nombre de la especie es en honor de Nick y Rob Hanigan por ser sus descubridores, aunque para ser gramaticalmente correctos debe ser Haniganorum.
El espécimen holotipo, NMW 2015.5G.1–2015.5G.11, fue descubierto en la zona inferior del Miembro Bull Cliff de la Formación Blue Lias del Reino Unido. Más exactamente proviene de una capa situada a solo unos metros por debajo de la primera aparición del ammonite jurásico Psiloceras y por sobre los Esquistos Paper que representan la transición litológica del límite Triásico-Jurásico, datando con precisión al dinosaurio a inicios del Hettangiense, hace 201.3 millones de años ± 0.2 millones de años.
El holotipo consiste de un esqueleto parcial con cráneo. Contiene ambos premaxilares, ambos maxilares, dientes, un lacrimal, un yugal, un postorbital, un escamosal, un supraoccipital, partes de las mandíbulas, un posible hioides, dos vértebras del cuello, costillas cervicales, vértebras posteriores de la espalda, al menos cinco vértebras anteriores de la cola, costillas, las partes inferiores de una extremidad anterior izquierda, una fúrcula, ambos huesos púbicos, un isquion izquierdo, un fémur derecho, una tibia, la parte superior de una fíbula, un astrágalo izquierdo, tres tarsales y tres metatarsos. Estos elementos representan el 40% del esqueleto. Algunos huesos en realidad se preservaron como moldes naturales. Este espécimen representa el terópodo mesozoico más completo hallado en Gales.

## Clasificación
Un análisis cladístico presentado en 2016 determinó que Dracoraptor era un miembro basal de los Neotheropoda, es decir situado en lo bajo del árbol evolutivo. Es el celofisoideo más basal conocido.
Las afinidades precisas de Dracoraptor están indicadas por sus diversos rasgos. La construcción de la pelvis muestra que era un dinosaurio saurisquio. Entre los dinosaurios, los dientes aplanados transversalmente en forma de daga solo se encuentran con Theropoda. Una pertenencia al clado Neotheropoda se demuestra por la depresión superficial alrededor de la fenestra antorbital, la posición hacia craneal de un pleurocoelo en las vértebras del cuello y la presencia de una muesca del obturador en el isquion. La posición en Coelophysoidea es más incierta. Dracoraptor no comparte claramente muchas de las sinapomorfias del grupo, como una rama de yugal redondeada hacia el  lagrimal. Esto explica su posición basal en el análisis. La preparación adicional de los fósiles podría proporcionar información adicional sobre su filogenia.

## Paleobiología

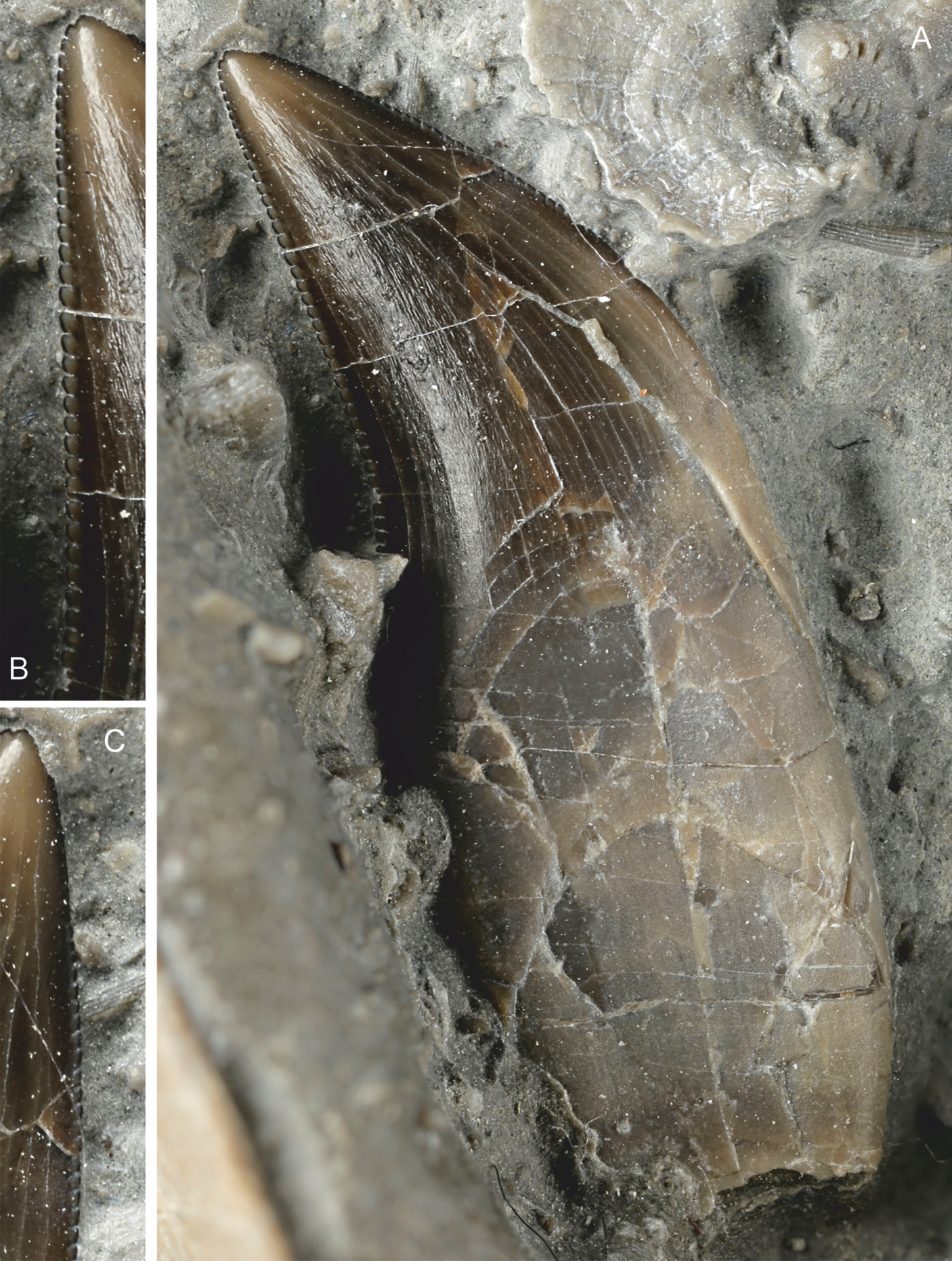
Detalle de un diente.

Al final del período Triásico aproximadamente la mitad de las especies de la Tierra se habían extinguido. Esta extinción masiva le permitió a los dinosaurios que la sobrevivieron convertirse en los animales terrestres dominantes. Los mayores depredadores terrestres al final del Triásico eran los Rauisuchia, grandes reptiles cuadrúpedos, los cuales desaparecieron en el evento de extinción lo que dio a los dinosaurios carnívoros la oportunidad para ser los mayores depredadores en tierra.
Dracoraptor tenía dientes agudos y aserrados, lo que indica que era carnívoro. Pero estos dientes eran pequeños, de cerca de un centímetro de largo, probablemente para comer pequeños animales. Durante el Jurásico Inferior, Lavernock Point era una pequeña isla y probablemente el cadáver de Dracoraptor fue arrastrado hacia el mar. A pesar de la carencia de datos en lo que respecta a su ecología, los autores de 2016 lo ilustraron tentativamente como un "depredador y carroñero habitante de la costa".
Dracoraptor es el más antiguo dinosaurio encontrado en Gales. S. Vidovoc afirmó: "Así que este dinosaurio comienza a llenar algunas lagunas de nuestro conocimiento acerca de los dinosaurios que sobrevivieron a la extinción del Triásico y dieron origen a todos los dinosaurios que conocemos de Parque Jurásico, los libros y la televisión" y "Los dinosaurios se diversificaron y poblaron los nichos ecológicos en el Jurásico Inferior." 